# Bataille d'Elvas
Guerre de Restauration du Portugal
Batailles
- Montijo
- Elvas
- Estremoz
- Castelo Rodrigo
- Villaviciosa (Montes Claros)

La bataille d'Elvas a lieu le 14 janvier 1659 à Elvas au Portugal pendant la guerre de Restauration. Elle se solde par une victoire portugaise sur l'Espagne.

## Histoire
En 1658, les troupes espagnoles commandées par Don Luis de Haro, stationnent à la frontière le long de la rivière Caia, avec 15 800 soldats et leur artillerie. Les préparatifs durent plusieurs jours. En face, les troupes portugaises se préparent à défendre Elvas. D. Luís de Haro répartit ses troupes le long de tranchées entourant la ville, donnant des ordres pour qu'une extrême vigilance soit exercée afin d'empêcher que la ville ne reçoive de ravitaillement ou une quelconque aide de l'extérieur. Seule l'intervention d'une armée nombreuse pourrait empêcher la capitulation de la place.
La reine Louise Marie Françoise de Guzmán décide de faire appel à D. António Luís de Meneses, comte de Cantanhede, pour lui confier le commandement général des troupes portugaises dans la région de l'Alentejo, alors que D. Sancho Manuel est transféré sur le théâtre des opérations pour assumer les fonctions de Mestre de camp.
Depuis les collines proches, les Espagnols commencèrent à bombarder la ville provoquant des scènes de paniques et de nombreux pertes humaines parmi la population. Le plus grand danger restait pourtant la peste qui causait presque 300 morts par jour.
Face à cette situation, le comte de Cantanhede, D. António Luís de Meneses, regroupe une armée à Estremoz afin de porter secours à la ville. Malgré de nombreuses difficultés, qui l'obligent à organiser des recrutements à Viseu et à Madère, à réunir les garnisons de Borba, Juromenha, Campo Maior, Vila Viçosa, Monforte et Arronches, le Comte de Cantanhede réussit à former une armée de 10 500 soldats et 50 canons. S'étant mis d'accord sur le point où les lignes seraient attaquées, à Murtais, les troupes du comte et de D. Sancho Manuel marchèrent sur la ville.
Ils occupèrent bientôt les collines d'Assomada, d'où ils aperçoivent Elvas et les lignes ennemies.
Le 14 janvier, vers 8 heures du matin, les Portugais déclenchèrent l'attaque sur le point prévu. La situation demeura indécise durant quelque temps, les Espagnols répliquant vigoureusement aux attaques portugaises. Mais les troupes du comte de Cantanhede réussirent finalement à rompre irrémédiablement les lignes de tranchée espagnoles, qui commencèrent par céder du terrain avant de se replier.
Les pertes subies par l'armée de Philippe IV d'Espagne furent énormes : sur 15 800 hommes, seuls 4 600 soldats rejoignirent Badajoz.
Le comte de Cantanhede qui s'est distingué lors de cette bataille reçut du roi entre autres faveurs le titre de marquis de Marialva le 11 juin 1661.